# Capoeta Oriental (condado)

Estado de Equatória Oriental – Condado de Capoeta Oriental ao leste do mapa

O Condado de Capoeta Oriental é uma área administrativa localizada no estado de Equatória Oriental, Sudão do Sul.  Faz fronteira com o Quênia ao sul, com a Etiópia ao leste e com o estado de Juncáli ao norte. É o maior dentre os condados pertencentes a Equatória Oriental.